# 마린카

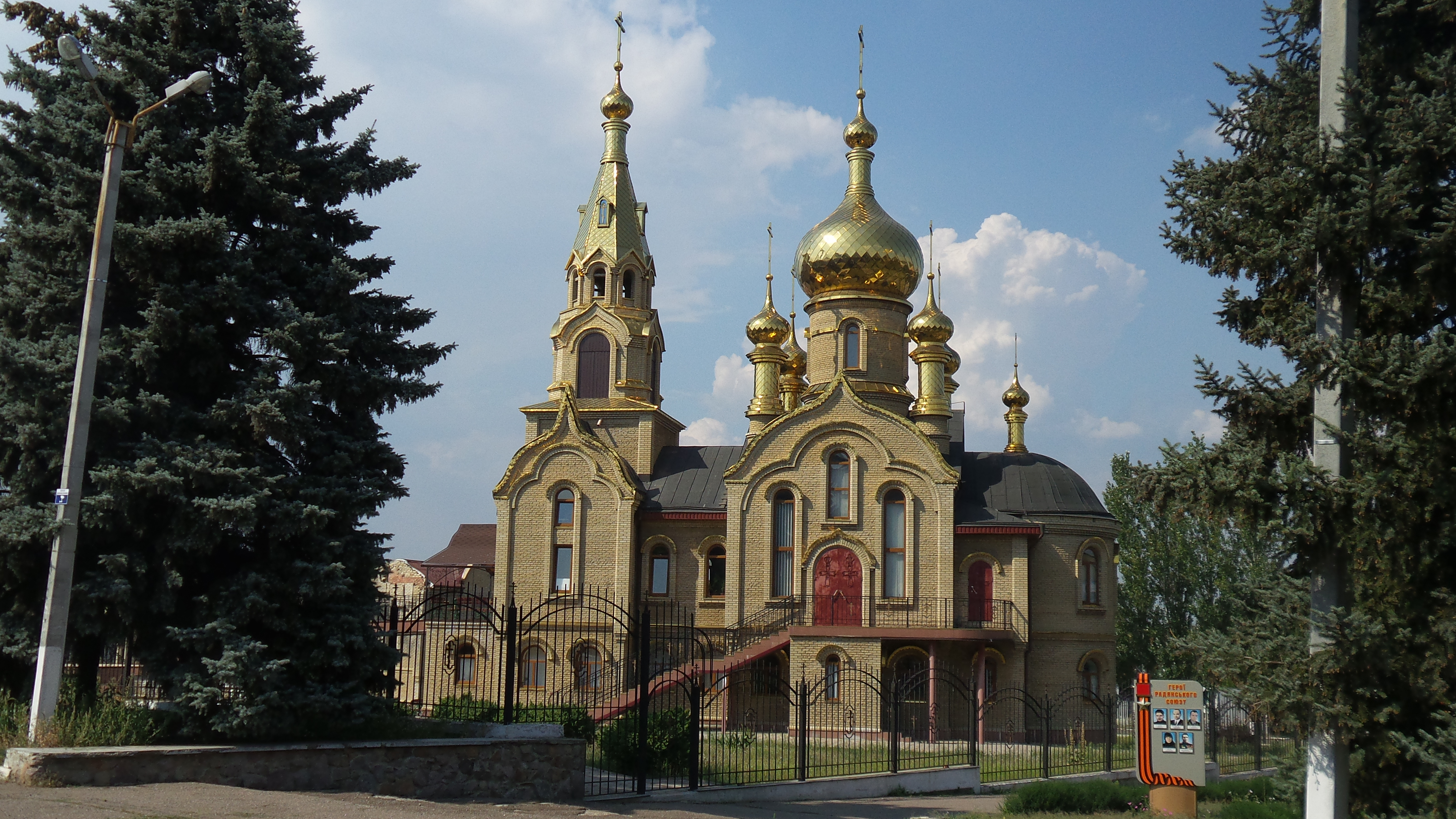
마린카에 위치한 카잔 정교회 성모 성당 (2014년 촬영)

마린카(우크라이나어: Ма́р'їнка, 러시아어: Марьинка)는 우크라이나 도네츠크주 포크로우스크군에 위치한 도시이다. 2022년 추계 인구는 9,089명이다.
1840년대에 러시아 제국 폴타바현, 하리코프현 출신 우크라이나 카자크·농민과 그리스계 주민 공동체가 형성되었다. 돈바스 전쟁이 일어난 2014년 4월 중순에 친러시아 분리주의 반군인 도네츠크 인민공화국이 이 곳을 점령했다가 2014년 8월 5일에 우크라이나 정부군이 탈환했다. 그 뒤로도 우크라이나 정부군과 친러시아 분리주의 반군 간의 소규모 교전이 계속되었고 2022년 러시아의 우크라이나 침공과 함께 도시의 대부분이 파괴되었다.

## 인구
| 연도 | 인구   | ±% p.a.  |
| ---- | ------ | -------- |
| 1859 | 1,318  | —        |
| 2001 | 10,530 | +1.47%   |
| 2016 | 5,000  | −4.84%   |
| 2022 | 9,089  | +10.47%  |
| 2023 | 0      | −100.00% |